# مجید منصوری بیدکانی

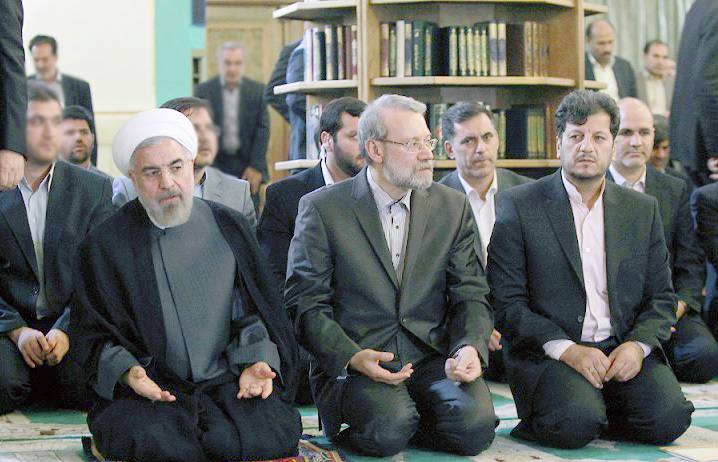
از سمت راست؛ مجید منصوری، علی لاریجانی و حسن روحانی، در ساختمان ریاست‌جمهوری

مجید منصوری بیدکانی (زاده ۱۳۴۶ مسجدسلیمان) سیاستمدار ایرانی است، او نمایندگی شهرستان لنجان در دورهٔ نهم مجلس شورای اسلامی و عضو کمیسیون صنایع و معادن را در کارنامه دارد.
وی دانش‌آموخته کارشناسی مدیریت صنعتی و کارشناسی ارشد مدیریت تولید از دانشگاه آزاد اسلامی است. او فعالیت شغلی خود را از سال ۱۳۶۸ در شرکت ذوب آهن اصفهان آغاز کرد وبه عنوان کارگر پست نورد۳۰۰ فعالیت کرد و بعد از نورد۳۰۰ به نورد۳۵۰ منتقل گردید و همزمان مدرک لیسانس خودرااخذ نمودو پیش از ورود به مجلس شورای اسلامی، مشاور مدیرعامل شرکت ذوب آهن اصفهان بوده است.

## زندگی‌نامه
مجید منصوری بیدکانی در سال ۱۳۴۶ در شهرستان مسجد سلیمان، در استان خوزستان زاده شد. وی پس از گذراندن تحصیلات ابتدایی و متوسطه، دانش خود را تا درجه کارشناسی ارشد در رشته مدیریت تولید افزایش داد. منصوری در اردیبهشت ماه سال ۱۳۹۱ به عنوان نماینده شهرستان لنجان، از توابع استان اصفهان، در نهمین دوره مجلس شورای اسلامی راه پیدا کرد. وی همچنین در این دوره عضو فراکسیون اصولگرایان رهروان ولایت بود.

## تحصیلات
مجید منصوری بیدکانی دارای مدرک کارشناسی مدیریت صنعتی و کارشناسی ارشد مدیریت تولید از دانشگاه آزاد اسلامی و دکتری مدیریت از دانشگاه تهران است. 

## مجلس نهم
منصوری بیدکانی در انتخابات ۱۵ خرداد ۱۳۹۱ با مشارکت ۶۲ درصدی حوزه انتخابیه، با تعداد ۴۹ هزار و ۴۱۱ رای، به نمایندگی شهرستان لنجان، از استان اصفهان در مجلس نهم انتخاب گردید.
وی در مجلس، به عضویت کمیسیون صنایع و معادن درآمد و در کارگروه معادن کمیسیون صنایع و معادن، فعال بود. او دبیری کمیته ورزش‌های همگانی فراکسیون ورزش و فراکسیون ۱۴۰۴ را عهده‌دار بوده و عضویت در فراکسیون رهروان ولایت، فرهنگی و اقتصادی ایرانیان خارج از کشور، شاهد، عشایر و ایثارگران را در کارنامه فعالیت‌های نمایندگی خود دارد.